# Erwin Keefer
Erwin Keefer (* 1951) ist ein deutscher Prähistorischer Archäologe.
Keefer studierte Vor- und Frühgeschichte, Urgeschichte und Klassische Archäologie an der Eberhard Karls Universität Tübingen. Er schloss sein Studium 1983 dort mit einer Promotion über die Schussenrieder Siedlung von Eberdingen-Hochdorf im Landkreis Ludwigsburg ab.
Von 1983 bis 1985 war er beim Landesdenkmalamt Baden-Württemberg in Rahmen eines von der Deutschen Forschungsgemeinschaft (DFG) finanzierten Projektes für die Auswertung der Ausgrabungen in der bronzezeitlichen „Siedlung Forschner“ am Federsee verantwortlich. Anschließend war Keefer bis zu seiner Pensionierung 2016 am Landesmuseum Württemberg in Stuttgart tätig, seit 1994 auch als Leiter der archäologischen Sammlungen. Er koordinierte zahlreiche Ausstellungen, so die Überarbeitung des Bereiches Steinzeiten der Dauerausstellung und die inhaltliche Neugestaltung des Federseemuseums, dessen wissenschaftlicher Leiter er bis 2002 war. Zudem wirkte er u. a. bei den Sonderausstellungen „Kelten digital“, „Schätze des alten Syrien“ mit.
Zwischen 2012 und 2014 war er Projektleiter der DFG-finanzierten Untersuchung im Vorfeld der Veröffentlichung der bronzenen Sitzbank aus dem hallstattzeitlichen Fürstengrab von Eberdingen-Hochdorf. Daneben ist er seit vielen Jahren als wissenschaftlicher Redakteur der Zeitschrift „Archäologie in Deutschland“ tätig.

## Schriften (Auswahl)
- Eine jungsteinzeitliche Siedlung der Schussenrieder Kultur (= Hochdorf. 2 = Forschungen und Berichte zur Vor- und Frühgeschichte in Baden-Württemberg. 27). Theiss, Stuttgart 1988, ISBN 3-8062-0798-4.
- als Herausgeber: Die Suche nach der Vergangenheit. 120 Jahre Archäologie am Federsee. Katalog zur Ausstellung / Württembergisches Landesmuseum Stuttgart. Württembergisches Landesmuseum, Stuttgart 1992, ISBN 3-929055-22-8.
- Steinzeit (= Sammlungen des Württembergischen Landesmuseums Stuttgart. 1). Theiss, Stuttgart 1993, ISBN 3-8062-1106-X.
- als Herausgeber: Lebendige Vergangenheit. Vom Archäologischen Experiment zur Zeitreise (= Archäologie in Deutschland. Sonderheft. 2006). Theiss, Stuttgart 2006, ISBN 3-8062-1889-7.
- als Herausgeber mit Jörg Biel: Das bronzene Sitzmöbel aus dem Fürstengrab von Eberdingen-Hochdorf (Kr. Ludwigsburg) (= Hochdorf. 10 = Forschungen und Berichte zur Archäologie in Baden-Württemberg. 20). Reichert, Wiesbaden 2021, ISBN 978-3-7520-0026-9.